# Aydıncık (Mersin)
Aydıncık (Ajdəndžək) je město v turecké mersinské provincii, na břehu Středozemního moře. Leží 175 km od Mersinu a 325 km od Antalye. V roce 2018 zde žilo 11 088 obyvatel.

## Název
V starořečtině se objevuje rovněž název Κελένδερις (Kelenderis) a v arménštině potom Կելենդերիդա. Podle původního řeckého názvu vzniklo turecké Gilindire, které označuje region. Dnes tento název nese např. nedaleká jeskyně. Gilindire bylo také názvem města do roku 1965.

## Historie

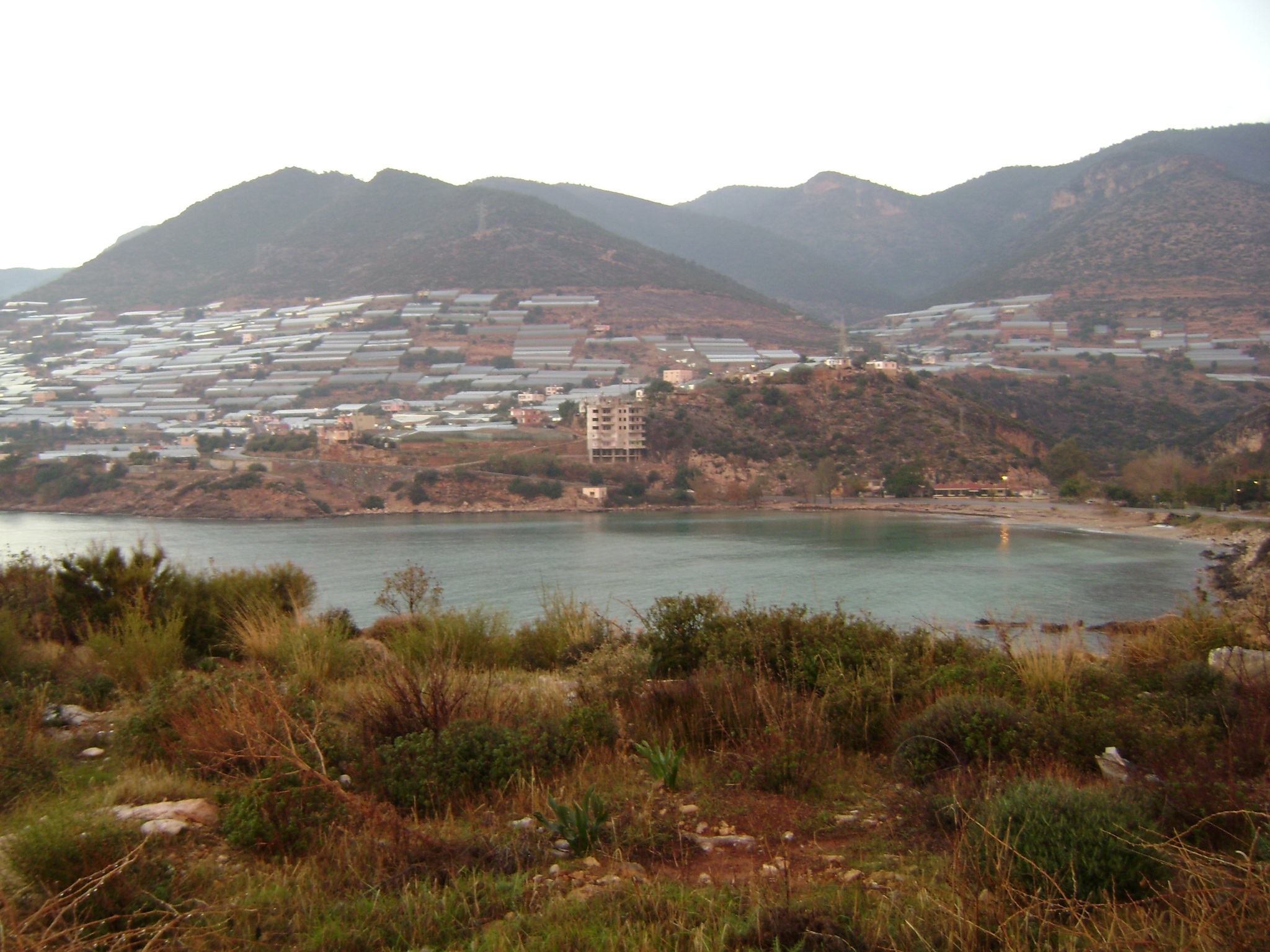
Skleníky ve svazích nad městem.

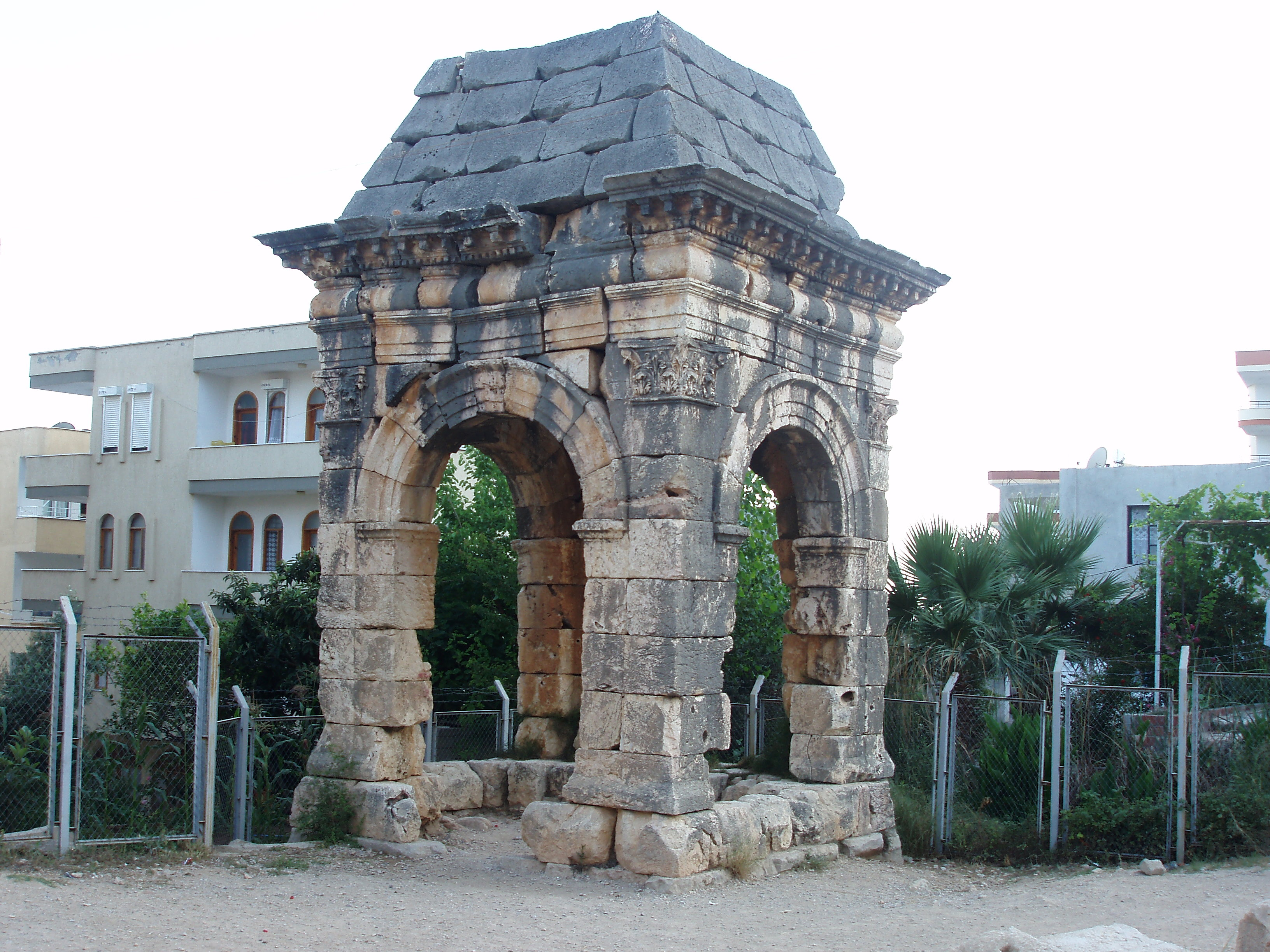
Památník ve středu města.

Aydıncık je místo, kde se nacházel antický řecký přístav a pevnost Celenderis ve starověké Kilikii a později Isaurii. Ve starověku to byl jeden z nejznámějších přístavů tohoto pobřeží. Pro tehdejší války měl klíčovou roli. Artemidorus spolu s dalšími geografy považoval toto místo nejzápadnější bod Kilikie. Předpokládá se, že ještě před příchodem dávných Řeků zde byly kolonie starších národů, nicméně toto nebylo nikterak prokázáno.
Již ve 4. a 5. století před naším letopočtem zde stálo vzkvétající město. Dařilo se mu především díky námořnímu obchodu s Kyprem a územím dnešní Sýrie. V roce 450 př. n. l. přes přístav proplouvaly athénské flotily na cestě na podporu povstání proti Achaimenovské říši na Kypru a v Egyptě. V tomto období se Celenderis stala nejvýchodnějším městem, které platilo tribut Athénami vedené Délské lize. V 1. století př. n. l. byl přístav vystaven pirátským útokům a politicky přiléhal spíše k egyptskému království. Další období štědrého rozvoje přišlo az s šířením Římské říše. V průběhu staletí vybudovali Římané okolo Celendris město s vilami, paláci a lázněmi. To se podařilo udržet i v období říše byzantské. V 11. století bylo sídlo obsazeno arménským královstvím.
V roce 1228 byl hrad Celenderis od Arménů dobyt Karamanoğlu Beylikem a pobřeží bylo osídleno tureckým obyvatelstvem.
V roce 1891 zde žilo několik set obyvatel, většinou Řeků.
Řecké obyvatelstvo odešlo po první světové válce do Řecka. Jednalo se zhruba o pět set lidí. To způsobilo do jisté míry hospodářský šok a omezilo dobře prosperující námořní obchod. Turecké ministerstvo financí následně domy prodalo zájemcům.
V první polovině 60. let byla hlavní silnice (tj. silnice č. D 400) rozšiřována a tomuto procesu za oběť padla celá řada tehdejších domů. Zničena byla i část původních římských lázní.
V roce 1965 bylo pojmenováno jako Aydıncık. V 70. letech došlo k nárůstu počtu obyvatel v obci.
V roce 1992 byla objevena ve městě římská mozaika a v roce 1999 v blízkosti Aydıncık byla nalezena jeskyně.
I přes veškerý rozvoj zde nebyla nikdy vybudována kanalizační síť. Město mělo získat vlastní odborné učiliště, to však nebylo nikdy otevřeno.

## Ekonomika
Přestože se sídlo nachází na mořském pobřeží, tak zde neexistuje rozvinutý turistický průmysl. Pláže jsou většinou v původní podobě. Obyvatelstvo se věnuje většinou zemědělství, tj. chovu zvířat a nebo pěstování zeleniny, např. rajčat nebo čaje. Okolo obce se nachází velký počet různých skleníků.

## Kultura
Ve městě se nachází historický monument z 2. století, který má čtvercový půdorys.
Na jižním okraji Aydıncıku leží pozůstatky antické kolonie. Dochované jsou například základy řeckého amfiteátru.

## Doprava
Městem prochází zmíněná silnice D 400. Nenachází se zde ani autobusové nádraží, nevede sem ani železniční trať. V jižní části města stojí přístav.